# Yoma sabina
Yoma sabina is een dagvlinder uit de familie Nymphalidae, de vossen, parelmoervlinders en weerschijnvlinders. De spanwijdte is rond de 7 centimeter.
De vlinder komt voor in het noorden van het Australaziatisch gebied en Zuidoost-Azië. De waardplanten zijn Dipteracanthus bracteatus en planten uit het geslacht Ruellia.